# Raymond Mériguet
Raymond Mériguet Cousségal (1910-1988) fue un arquitecto, militante comunista, antinazi y antifascista de origen francés.
Mériguet nació en París, Francia y murió en Quito, Ecuador. Estuvo casado con la política y escritora ecuatoriana Nela Martínez desde 1951 hasta su muerte en 1988.
En 1988, Mériguet compiló una edición facsimilar de los documentos históricos de su archivo e imprimió un libro titulado Antinazismo en Ecuador, años 1941–1944, una recopilación de documentos y artículos que engloban las actividades del movimiento antifascista ecuatoriano durante la Segunda Guerra Mundial.

El biógrafo Rodolfo Pérez Pimentel escribirá al final de la entrada correspondiente a Raymond Meriguet lo siguiente:
"Blanco, rosado, pelo plateado, rostro amable, sonrisa fácil y sincera. Poseía una atrayente conversación y las buenas maneras propias de un caballero europeo. Una ingénita bondad se traslucía en todos sus actos, asomándose en sus gestos agradables que transmitían el mensaje de un alma noble. Había sufrido persecuciones e injusticias que sin embargo tenía olvidadas y no guardaba rencores. Mi amigo Meriguet era un ejemplo de civismo para el Ecuador en la lucha por la conquista de la igualdad social y su nombre sigue siendo ejemplo de la verdadera solidaridad del hombre civilizado frente a sus semejantes."

## Biografía

### Nacimiento, niñez y adolescencia
Raymond nació en 1910, año de la gran inundación de París.  Hijo de Julie Coussegal (1882), parisina, comerciante, nacida en el Distrito XVIII -importante teatro de batallas de la Comuna de París y de Jean Meriguet (1875), albañil, nacido en Arrènes en 1875 y emigrante a la capital al quedar huérfano a los 12 años. La pareja tuvo dos hijos: Maurice y Raymond.
Meriguet sintió los embates de la Primera Guerra Mundial cuando su padre fue movilizado como soldado de infantería bajo la Orden de Movilización General a algunos de los escenarios más sangrientos como la batalla de Verdún y la batalla del Somme, mientras su madre se quedó administrando un hotel en París junto con su primer hijo Maurice y se vio forzada a enviar a Raymond a la región de Limosin a casa de unos parientes, allí asistió a la escuela primaria en Montfromage (Saint-Etienne-de-Fursac) que actualmente es parte de la región Nueva Aquitania.

### Servicio militar y vida en la región parisina
Años más tarde, con su país aún en guerra, es inscrito en una escuela confesional en Fénelon-Vaujours, ubicada en la región de l’Île de France y que abandonará por no concordar con las ideas religiosas que impartían en ese establecimiento.
Regresa a París a fines de 1923, año y medio antes de la prematura muerte de su madre que ocurre en febrero de 1925. 
“En 1925 murió mi mamá y mi padre me llevó a trabajar como medidor y verificador de tierras, para lo cual utilicé mucho el cálculo. De allí pasé a la oficina del Arq. Leny donde me especialicé en dibujos para la construcción, siendo contratado por el Ing. Patou, célebre autor de los cimientos de la torre de Eifel y al final me cambié a la oficina de construcción del Ing. Talamona en Bolougne y Billancourt, donde me encontraba a gusto, hasta que en 1931 me llamaron el servicio militar en Forbach...”.
Como un autodidacta disciplinado, Raymond se destacará en sus años de formación por absorber los conocimientos a los que no tuvo acceso formalmente en una universidad. Entre sus recuerdos de 1925 figuraba el haber comprado un libro a su autor que los vendía en una vereda de París y que le permitió profundizar en las matemáticas y en el cálculo. 
Por su capacidad llegará a ser un arquitecto sin título universitario, a quien acompañó el principio de que «las casas están para vivir en ellas y no para vivir de ellas». Tal vez esta visión humanista e iluminista fue la que lo acercó al marxismo y al comunismo como forma de entender la vida, a su militancia política, así como una alternativa económica para la sociedad en la que vivía.
Raymond fue un hombre vital, de despertar temprano y anochecer tardío. Practicó algún tiempo la marcha atlética para continuar con el ciclismo que abandonó después cuando en una curva perdió el control de su bicicleta y fue a parar en el río, razón por la que se malogró una rodilla y por supuesto destrozó su bicicleta. Le atrajo también la intensidad del rugby y junto a su hermano fue parte de un equipo que jugaba en el estadio SCUF en Vitry, cuyas fotos son parte de los recuerdos familiares. Mantuvo siempre el gusto por las largas caminatas, el disfrute de la naturaleza, especialmente de los bosques, ni dejó de observar a las aves y sus nidos o a los árboles y las flores, cuyos nombres investigó y conoció. 
A los 21 años por el lapso de dos, Raymond fue llamado a prestar el servicio militar en Forbach, frontera con Alemania, en el 8.º Batallón de Cazadores a Pie–1ª. Comp.-Forbach-Moselle. Muy hábil de vista en las largas caminatas nocturnas, será quien guíe a sus compañeros en esos ejercicios. En el servicio alza la voz en favor de la paz y la justicia entre los seres humanos, así como organiza protestas contra el maltrato de los mandos medios y altos del ejército en detrimento de los reclutas, por lo que será enviado al calabozo junto a sus camaradas en varias ocasiones. 

### La militancia incipiente en el Partido comunista francés y el Frente popular
Tras el servicio militar, ya en 1933, regresará a París para ubicarse finalmente en el barrio de Boulonge-Billancourt, lugar donde el apogeo del proletariado estaba en uno de sus momentos más álgidos. Sin embargo, la situación para sobrevivir era extrema: "...no pude laborar pues la crisis económica había ocasionado el cierre de numerosísimas fábricas y oficinas y nadie quería edificar en Francia..."
En esta época que se prolonga hasta su viaje a Ecuador, Meriguet se acercará al Partido Comunista Francés a la par de miles de trabajadores, entre los que estaban los de la enorme fábrica Renault, donde fue asignado como militante y en la que él se dedica a profundizar en temas históricos, filosóficos y sociales, además de contribuir en la formación de otros camaradas como cuadros políticos. Época de intenso sindicalismo, huelgas y revueltas. Como menciona André Bajonet: "Analizando el movimiento treinta años más tarde, Benoît Frachon explica muy acertadamente que: «La ocupación de empresas en 1936 constituyó una manifestación singularmente ostensible de lo que la evolución de la sociedad, de las formas de producción capitalistas y de la agudización de la lucha de clases convierten en inevitable. La implantación del sindicato en la fábrica es una exigencia de la vida a la que finalmente los empresarios deberán ceder.» (Conferencia a los sindicatos de empleados de la región parisiense, Le Peuple, n.° 754, del 1º de julio de 1966)."
Es en este escenario, cuando se convence definitivamente sobre el cambio del sistema capitalista por una sociedad de justicia social y libertad que asegure la redistribución de la riqueza y los medios de producción. Adhiere a otros comités que tuvieron intensa actividad como el Comité Antifascista, la Asociación Francesa de Amigos de la Unión Soviética y el Comité de Desocupados, movilizados por demandas durante la depresión económica que se prolongaba. 
Se casa con la ecuatoriana Zoila Vásconez en 1934. Pese a sus esfuerzos por conseguir trabajo Meriguet sólo logra hacerlo de forma muy esporádica, logran subsistir gracias a una subvención estatal para los desocupados y a una renta que ella recibía. 
Durante estos años también simpatiza y estará cercano a la lucha independentista de los revolucionarios vietnamitas y sobre todo argelinos en contra del colonialismo francés -algo que marcará profundamente su visión política anticolonial e internacionalista. En sus conversaciones recordaba haber estado cercano a Messali Hadj.
En julio de 1935 se conforma en Francia el Frente Popular, organización unitaria como lo analiza Georges Lefranc, conformada por socialistas, comunistas, radicales e intelectuales independientes, que apostó por la coalición de todas las fuerzas decididas a defender la libertad contra la amenaza del fascismo y cuyo acto fundacional ocurrió el 14 de julio, día de la fiesta nacional de Francia, en una multitudinaria manifestación de medio millón de personas hacia la Porte de Vincennes.
Los acontecimientos políticos se desarrollaban velozmente a raíz del ascenso al poder  de Hitler en Alemania en 1933 y del mismo avance de la derecha fascista en su propio país, por lo que Meriguet fortalece su militancia antifascista que durará por muchos años. 
“En 1936, con el estallido de la guerra civil española, conformó el Comité de Solidaridad con la España Republicana en la ciudad de Boulogne y fue designado secretario administrativo del Frente Popular, una alianza que articulaba a las múltiples expresiones de la izquierda partidaria francesa“.
Posteriormente el Frente Popular triunfaría en las elecciones generales de 1936 gobernando hasta 1938. Para el Bando Republicano de España, recogen vituallas y solidaridad material, que él mismo se encarga de transportar a España: 
“Yo me había sacudido el individualismo, era un voluntario social y deseaba cambios y mejores días para la humanidad azotada por el vendaval del fascismo en todas sus manifestaciones”.

### La migración al Ecuador
No obstante, por pedido de su esposa que le plantea emigrar a Ecuador, la pareja viaja desde La Haya hasta Guayaqui, arribando al Ecuador el 28 de noviembre de 1936, mismo día en que el Batallón Calderón se subleva contra el gobierno de turno, poniendo fin a la dictadura de Federico Páez y abriendo las puertas al breve pero influyente gobierno progresista del General Alberto Enríquez Gallo. Raymond se radica definitivamente en Quito. 
Al no tener el título universitario como arquitecto, colabora con el ingeniero Alfonso Calderón Moreno y luego con el Ingeniero Saá, quienes firmaban los planos que Meriguet diseñaba para que pudieran ser aprobados y posteriormente erigidos. Debido a este peculiar asunto, muchas de las edificaciones que diseñó y levantó en la capital -algunas de ellas declaradas como parte del patrimonio arquitectónico de Quito- no aparecen como obras de su autoría, aunque efectivamente lo fueron. 
En su trabajo como arquitecto, Raymond se sintió orgulloso de contratar trabajadoras en las construcciones, de haberles pagado igual salario que a los hombres, así como de haber ascendido a algunas a "Maestras de la construcción", lo que le trajo muchas complicaciones con los trabajadores varones que le manifestaban su desacuerdo. Coherente con sus principios, aseguró a todas y a todos los empleados que contrató desde el año 1938, a diferencia de la mayoría de patronos que hacían caso omiso de la esta ley.

### El movimiento antifascista en el Ecuador
Su vida se vio sacudida a partir del 15 de marzo de 1938, como resultado de acontecimientos internacionales cuando por orden de Adolf Hitler, las tropas nazis de Alemania invadieron Checoslovaquia. Raymond Meriguet se presentó inmediatamente en la Embajada de Francia exigiendo ser movilizado al frente de guerra invocando sus derechos ciudadanos; la solicitud le fue negada por el embajador francés, ante lo cual Meriguet increpa casi 'proféticamente': “si no hacemos nada los franceses por la Checoslovaquia democrática, no me llame usted mañana cuando Hitler invada a la Polonia fascista”. 
En ese mismo año, anota Raymond: "es de recordar, que el 9 de agosto de 1938 un fuerte temblor con epicentro en Alangasí, echaba abajo las casas de esta población y de sus alrededores, afectando El Tingo y Sangolquí. Un Comité de extranjeros se ofreció enseguida, participando con el COMITÉ DE MINGAS POPULARES -que se formó también- a la ayuda en el sitio a los pobladores, saliendo la primera minga 5 días después del terremoto, trabajando los domingos bajo sacudidas constantes. La ayuda fue apreciable."
Meriguet había impulsado el Comité de Mingas Populares que “se fue conformando en base a la ayuda constante de las organizaciones obreras y sociales. Entre los principales se contaban: Comité Sindical, Comité de Extranjeros, Alianza Femenina Ecuatoriana, Sindicato de la Madera, Sociedad de Carpinteros “Unión y Trabajo”, Asociación Sindical de Trabajadores del Fósforo (que era un sindicato radicado en el Valle de los Chillos), Sindicato de Electricistas y Tranviarios, Sindicato “La Industrial”, Sindicato de Sastres y Modistas, Hermandad de Peluqueros, Sindicato de Operarios y Zapateros, etc.“
Lamentablemente, el gobierno de la época se molestó con la movilización voluntaria -pues el Estado quedaba muy mal por su ineficiencia al momento de atender el siniestro- así como con la participación de ciertas empresas, como la de Helge Vorbeck y otros sectores civiles y militares; se ordenó entonces la paralización de las mingas de reconstrucción. Pese a ello, este evento logró poner en contacto a varias personas que luego se integrarían a la organización antifascista más importante de la historia del Ecuador.
"En 1940 pasé a trabajar a la oficina del Ingeniero Miguel Andrade Marín. El 41 puse una oficina particular de planos y dibujos técnicos y en Octubre formé el Comité Antitotalitario del Ecuador".
El silencio antisoviético de varios gobiernos de Europa Occidental permitió la derrota republicana en España y el avance militar expansionista nazi que inició en Checoslovaquia y continuó con la invasión a Polonia en 1939. La Segunda Guerra Mundial había estallado y el principal objetivo de Hitler era conquistar Europa, para lo cual tendría que derrotar a uno de sus antiguos enemigos declarados: la Unión Soviética. 
Raymond iniciaría entonces una campaña a pulso con publicaciones y hojas volantes firmadas como “ciudadano francés” para formar un frente antifascista en el Ecuador.
En efecto, ante la arremetida fascista mundial, organiza, junto a varios compañeros de lucha, el Movimiento Popular Antitotalitario del Ecuador, siendo elegido como su Secretario General en octubre de 1940. 
Luego, esta organización realiza su Primer Congreso Nacional en el recinto de la Universidad Central y cambia el nombre a Movimiento Antifascista del Ecuador (MAE), el cual lo reelige como Secretario General. 
El MAE publicó el periódico ANTINAZI y se dedicó a tareas de denuncia de las atrocidades cometidas por las hordas hitlerianas en los campos de concentración y en los territorios ocupados, así como a una implacable campaña de defensa de los principios democráticos. En estas labores el Movimiento contó con la ayuda de los más amplios sectores políticos democráticos, dirigentes sociales, judíos nacionales e inmigrados, republicanos españoles, franceses anti colaboracionistas y casi toda la intelectualidad republicana nacional, además de las legaciones de los Países Aliados. 
En 1943 el MAE convocó a un acto de celebración de las primeras y decisivas victorias contra los nazis en Stalingrado y Trípoli. El evento realizado en el Teatro Capitol tuvo un lleno total y mucha gente no logró entrar al local. El impacto de esta reunión en la sociedad quiteña y en los medios ecuatorianos fue importante. 
El gobierno de Arroyo del Río -odiado por la ilegitimidad de su elección, por la mutilación territorial luego de la invasión de 1941 y por la represión desatada- temía que esos eventos propiciaran la unidad de las fuerzas democráticas, como en efecto ocurrió, por lo que decidió, al día siguiente de esta importante asamblea, prohibir todas las reuniones políticas que no sean aprobadas previamente por el gobierno. Como era costumbre del gobierno de Arroyo del Río, el siguiente paso a estas medidas prohibitivas era el encarcelamiento de los líderes opositores.
En octubre de 1943, Meriguet fue capturado en La Libertad, Península de Santa Elena, mientras observaba las posibilidades de ataque por parte de submarinos nazis a las instalaciones petroleras ecuatorianas, a pesar de que contaba con permiso formal para visitar la zona. 
El jefe de la policía política de Guayaquil, Rufo Lagos, lo mandó a apresar y lo condujo a la presencia de Miguel Carbo Paredes, jefe del cuerpo de Carabineros. (Ambos, Lagos y Carbo, posteriormente serán ajusticiados por el pueblo en la Revolución del 28 de Mayo en Guayaquil y Riobamba, respectivamente). Carbo le informa de la orden de deportación, pero al estar Francia ocupada por las fuerzas alemanas, cambiaron la deportación por el confinio en Maldonado, lejana población limítrofe con Colombia, en la provincia del Carchi, donde -demostrando el cinismo propio de las fuerzas de represión arroyistas- se hallaba un campo de detención de alemanes e italianos. 
Durante el traslado, en el Cuartel de Carabineros de Tulcán, Raymond Meriguet se niega a ser enviado con esos detenidos y declara una huelga de hambre y de agua que duró cinco días; la acción tuvo eco especialmente entre las fuerzas cívicas populares de Tulcán y de Ipiales, así como de casi todas las organizaciones políticas de oposición al gobierno de Arroyo del Río; evidentemente, fue el MAE quien realizó la mayoría de los esfuerzos por su liberación. 
Su abogado logró que se cambie la detención en Maldonado por un confino en Tulcán, que duró cuatro meses. Luego, desde Tulcán fue trasladado a Quito, a Latacunga y finalmente a Guaranda el 10 de abril de 1944, desde donde denunció las torturas que presenció en los calabozos del régimen. El articulista del diario El Universo, Dr. Carlos Puig Villamar, escribió una valiente crónica sobre estos hechos.  
Sacado de Guaranda por los agentes del gobierno, Meriguet intentó ser trasladado, vía Ambato, a la Colonia Penal de Mera en la Amazonía, destino al que no fue posible arribar por derrumbes en la vía, por lo que se le ordenó permanecer en Baños a órdenes de la autoridad del Teniente Político de la entonces parroquia. 
En esa condición permaneció hasta el 30 de mayo de 1944, fecha en la que llegó la noticia del triunfo de La Gloriosa (nombre de la revolución democrática del 28 de mayo). En ese momento se unió a la columna cívico-militar que, bajo el mando del Mayor Riofrío, marchaba rumbo a Pelileo y a Ambato. El segundo Decreto Supremo lanzado por el Gobierno de Acción Democrática Ecuatoriana, ADE, que encabezó el derrocamiento de Arroyo, fue ordenar la liberación de Raymond Meriguet y de otros presos políticos. 
El Gobernador de Tungurahua puso a su disposición un automóvil para su traslado a Quito, honor que declinó. Con dinero facilitado por su amigo Neptalí Sancho Jaramillo, revolucionario socialista -y quien luego sería alcalde de Ambato y diputado-, tomó el tren a Quito, luego de casi haber cumplido un año de vejaciones, cárcel y confinos. 
Ya en Quito, él y sus compañeros antifascistas del MAE, conforman el Comité Mundo Libre y publican su Manifiesto en el diario El Comercio. Convocan y organizan un enorme acto de masas en la Plaza Arenas, en homenaje a las víctimas de la represión en Guayaquil, a la victoria de La Gloriosa y en saludo a las Fuerzas Aliadas en su lucha contra el nazi-fascismo. En ese acto, el 11 de julio de 1944, intervienen el presidente Velasco Ibarra, Raymond Meriguet, Pedro Saad, Juan Isaac Lovato, Emilio Uzcátegui y el uruguayo Rodríguez Fábrega. Velasco no aprobó los estatutos del Comité, temeroso que este vincule a las fuerzas progresistas que luego combatirían sus planes.
El 30 de marzo de 1946, Velasco afirma su traición a la Revolución del 44, alineándose con las fuerzas reaccionarias oligárquicas y los poderes fácticos del país, proclamándose dictador y minando la mayoría de las conquistas de las fuerzas progresistas y revolucionarias de 1944. 
Velasco desata una ola de violencia contra la izquierda ecuatoriana y entre otros, Raymond nuevamente es detenido y conducido al Penal García Moreno. Velasco pretendió expulsarlo del país, por lo cual Meriguet, en defensa de sus derechos, se declara en huelga de hambre. En el séptimo día, cuando Raymond se encontraba mal de salud, el dictador declaró entonces: "Está en huelga de hambre y como quiere morir, entonces que vaya a morir en su casa", ordenando su liberación. 

### La vida pos-Segunda Guerra Mundial
Tras la derrota de las fuerzas revolucionarias, Meriguet retoma sus labores como arquitecto. En 1949 diseña y levanta un complejo habitacional de 24 casas en la calle Yaguachi, barrio El Dorado de Quito, antes llamado Pasaje Meriguet y nombrado luego como Andrés Bello.
En 1951 se casa con la escritora y dirigente revolucionaria Nela Martínez Espinosa  (1912-2004); tienen tres hijos, Juan Cristóbal (1952-), Raymond Mauricio (1953-) y Nela Diana (1956-), formando la familia con el primer hijo de Nela, Leonardo Paredes (1939-).
En el año de 1952, la exesposa Zoila Vásconez es asesinada en su domicilio de la calle Ríos en Quito. Meriguet es detenido inmediatamente, inculpado e incriminado por funcionarios locales vinculados a la policía. Lo liberaron un mes más tarde por falta de pruebas y gracias a la defensa del penalista y sociólogo ambateño Méntor Mera Oviedo. 
Mientras que en manos de la misma Policía "se desaparecieron las pruebas que inculpaban a los asesinos", Meriguet se dedicó a investigar durante tres años hasta  acumular pruebas irrefutables sobre este hecho delictivo, fue posible que los asesinos y cómplices fueron capturados e investigados por la policía y luego condenados por la justicia a mediados del año 1955. Meriguet queda sobreseído definitivamente un año más tarde, en 1956. 
Tras este evento que le costó a Raymond, a Nela Martínez y a la familia entera años de peligros y sufrimiento, Meriguet inició un negocio de importaciones con resultados variados. Sin embargo, la estabilidad cotidiana sería constantemente amenazada y el acoso político al matrimonio Meriguet Martínez nunca terminó. 
Su hija recuerda que su padre «en Quito de inicios de los 60, iba todos los días al centro de la ciudad donde iniciaba un largo recorrido a pie mientras realizaba gestiones o visitaba clientes, ya que abandonó la arquitectura por el comercio, allí se encontraba a cada paso con personas que conocía y con las que se detenía para conversar animadamente. Camino al Correo Central, al atravesar la Plaza de la Independencia se dirigía siempre a saludar con el "Zurdo Zúñiga" un viejo amigo y antiguo boxeador al que siempre encontraba parado debajo de un mismo árbol. "El Zurdo" impresionaba por sus inmensas manos que sentían suaves y delicadas al saludar. Alrededor de la 1 p.m. entraba al restaurante Madrilón a tomar un café, sitio donde se encontraba con otra tanda de amigos, para luego regresar a su casa pasadas las 2».
Meriguet se dedicó por entero a su trabajo para sostener económicamente a la familia, pese a ello vivió bajo asedio de los órganos de seguridad del Estado en Ecuador. En 1964 ocurre un hecho inexplicable bajo cualquier lógica. Con el pretexto de la visita al país del presidente francés Charles De Gaulle, Raymond fue apresado y llevado al Penal García Moreno durante cuatro días por orden de la Junta Militar presidida por Castro Jijón, la misma que había derrocado al gobierno constitucional de Carlos Julio Arosemena Monroy con el favor de la CIA, como declaró el exagente Phillip Agee. 
Según las autoridades, Raymond fue apresado de forma "preventiva" y para resguardar supuestamente la seguridad de De Gaulle. Esta que sería su última prisión, fue tan ridícula que incluso le causó gracia pues se filtró que el chef encargado para alimentar a la gran delegación y a los invitados a la recepción del Presidente De Gaulle durante su visita, era nada menos que el dueño de un famoso restaurante de la ciudad, conocido por su simpatía por los colaboracionistas. 
A lo largo del tiempo el hogar de Raymond en Ecuador fue compartido generosamente con amigos y dirigentes como Dolores Cacuango, Jesús Gualavisí. También fue solidario con muchos jóvenes a quienes apoyó económicamente para contribuir a sus estudios universitarios; posteriormente junto a Nela Martínez Espinosa, la pareja brindó cobijo a perseguidos cubanos, colombianos, guatemaltecos, uruguayos, chilenos, bolivianos, peruanos, argentinos, entre otros. 
El año de 1983 realizará una último viaje a Francia para visitar a la gente amiga y a sus parientes. En 1987 visita Cuba para atender su salud y goza de la solidaridad de ese pueblo y su Revolución. Fue atendido en dos ocasiones en el Hospital Hermanos Ameijeiras. Al conocer exactamente sobre su estado de salud, a su retorno a Ecuador en la segunda visita, se dedica a fondo a compilar los documentos históricos de su archivo. Publica e imprime “ANTINAZISMO EN ECUADOR - AÑOS 1941 1944”, que engloba las actividades del Movimiento Antifascista Ecuatoriano.  
Falleció en Quito en julio de 1988.

## Obras fotográficas
Raymond Meriguet, acquiteco francés llegado al Ecuador en el año de 1936. Apasionado por el debate político y las acciones necesarias para el cambio social. A veces se lo encontraba con su cámara de fuelle con la que fotografió algunos sucesos políticos como el entierro de Henri Barbusse o la manifestación del 14 de julio de 1935, también a personajes históricos del Ecuador como Dolores Cacuango, Jesús Gualavisí, Nela Martínez. 
Algunas fotografías del Archivo Martínez-Meriguet que aparecen en el portal Voces de la Memoria  también son de su autoría.